# Bahnhof Sangerhausen
Der Bahnhof Sangerhausen ist der Bahnhof der Stadt Sangerhausen im Landkreis Mansfeld-Südharz in Sachsen-Anhalt. 1866 wurde er für den Personenverkehr eröffnet. Mit der Strecke nach Erfurt wurde er im Jahre 1881 zum Trennungsbahnhof. Nach Zerstörung im Zweiten Weltkrieg, am 7. April 1945, entstand 1963 ein neues, heute denkmalgeschütztes Empfangsgebäude. In seiner Vergangenheit war der Bahnhof für einige Zeit Fernverkehrshalt. 2014 bis 2016 fanden umfangreiche Modernisierungsmaßnahmen an Bahnsteigen und Gebäude statt.

## Lage
Der Bahnhof liegt im Norden der Stadt und fast einen Kilometer vom Sangerhäuser Stadtkern entfernt. Er befindet sich am Streckenkilometer 59,2 der Bahnstrecke Halle–Hann. Münden, ist Ausgangspunkt der Strecke nach Erfurt und grenzt an die Lengefelder Straße und an den Kaltenborner Weg. Die nächste Station in Richtung Halle ist der Bahnhof Riestedt – der jedoch nur von wenigen Fahrten am Tag bedient wird –, Richtung Hann. Münden ist es der Haltepunkt mit Blockstelle Wallhausen (Helme) und auf der Strecke in Richtung Erfurt ist der Bahnhof Oberröblingen in ungefähr fünf Kilometern der erste Halt.

## Geschichte

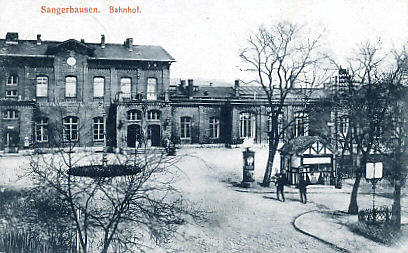
Altes Empfangsgebäude von 1866 (Foto 1910), zerstört 1945

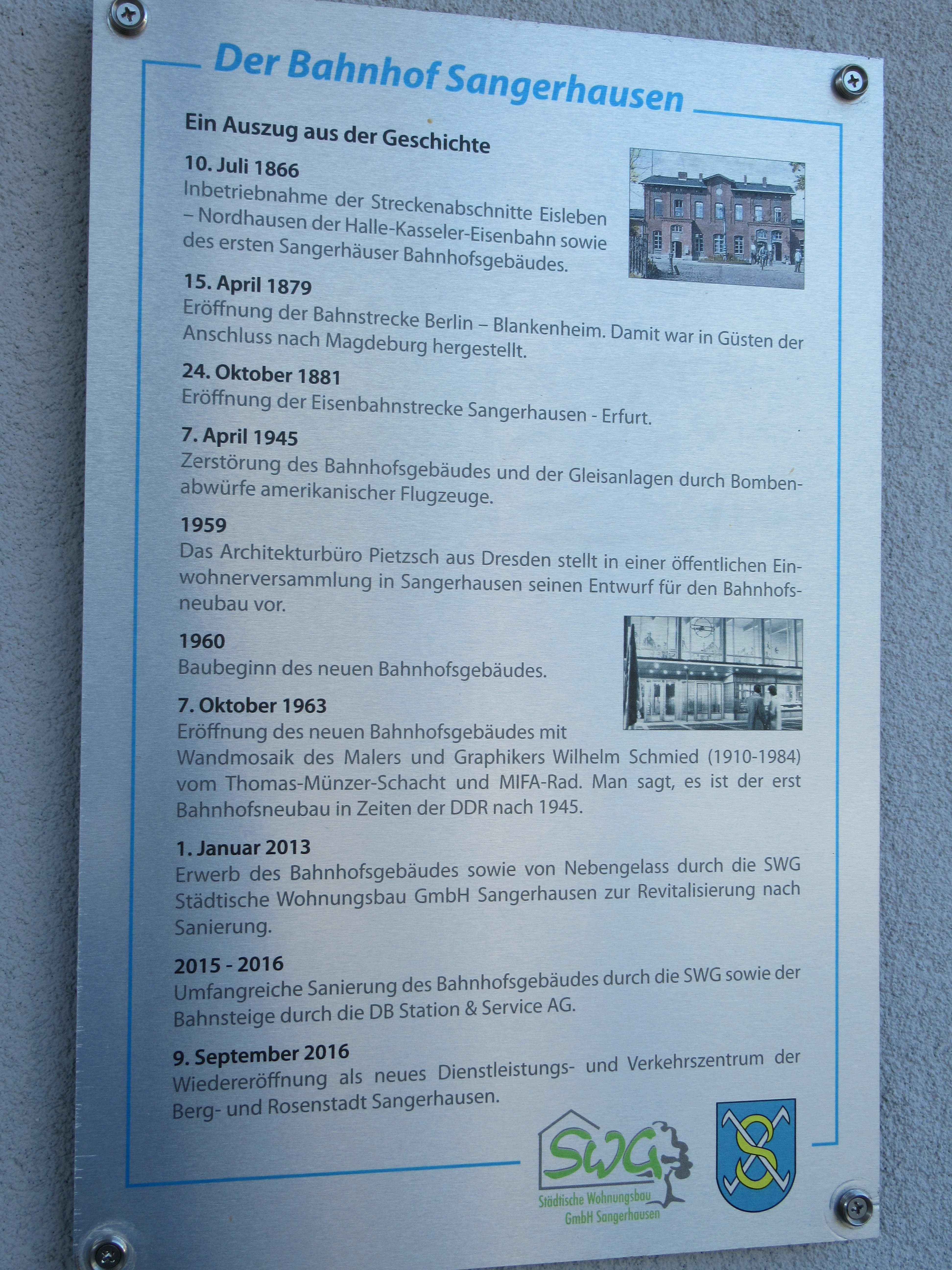
Tafel am Bahnhof zu dessen Geschichte

1865 begann der Bau des Bahnhofs in Sangerhausen. Am 10. Juli 1866 ging er an der Bahnstrecke von Halle nach Hann. Münden für den Personenverkehr in Betrieb. Im gleichen Jahr entstand das erste Empfangsgebäude. 1881 wurde Sangerhausen zum Trennungsbahnhof, da die Strecke nach Erfurt hinzukam. Die Bahnhofsanlagen wurden im Februar und April 1945 durch Luftangriffe auf Sangerhausen der US-Luftwaffe schwer getroffen, im April wurden dabei auch Munitionszüge zur Explosion gebracht. Die Zerstörung des Empfangsgebäudes erfolgte am 7. April 1945 durch Jagdbomber mit Sprengbomben. 1963 wurde das heutige Empfangsgebäude errichtet.

## Anlagen

### Bahnsteige und Gleise

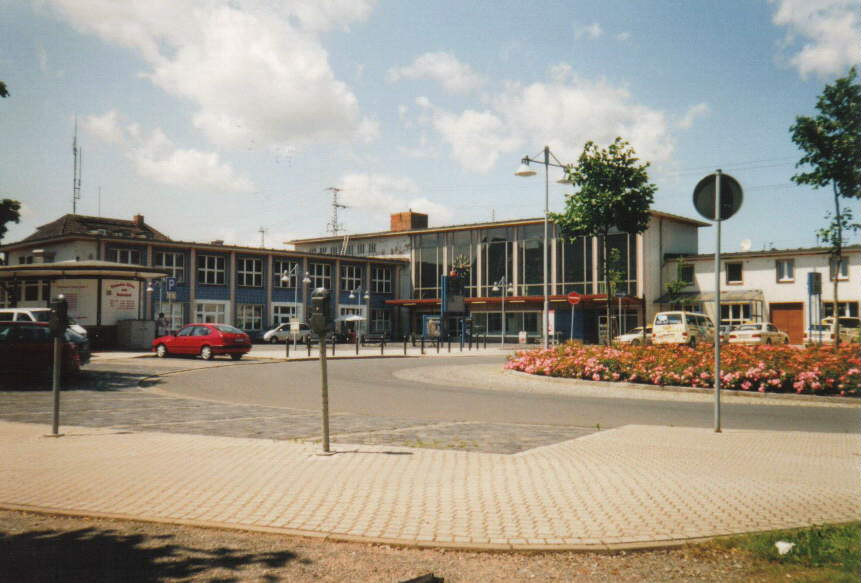
Empfangsgebäude (2004)

1979 gab es im Sangerhäuser Bahnhof drei Bahnsteige. Insgesamt waren damals 17 Gleise vorhanden. Deren bauliche Länge lag zwischen 50 und 855 Metern. Außerdem führten fünf Anschlussgleise vom Bahnhof hin zu örtlichen Fabriken. Das kürzeste war 190 Meter lang, das längste 3149 Meter.
Im September 2014 wurde mit umfangreichen Modernisierungsarbeiten begonnen. Die Bahnsteige, Unterführung und die Bahnsteigüberdachung wurden bis 2016 für 5,5 Millionen Euro erneuert, zudem wurden Fahrstühle eingebaut.

### Empfangsgebäude
Das heutige Empfangsgebäude, das sich südlich der Gleisanlagen befindet, wurde 1963 errichtet. Es steht unter Denkmalschutz. Der Maler und Grafiker Wilhelm Schmied erschuf in der Eingangshalle des Bahnhofs ein besonders auffälliges Wandmosaik. Es zeigt das Mansfelder Land mit seiner Landwirtschaft und seinem Bergbau. Der Kiosk in Rundform auf dem Vorplatz wurde 1957 errichtet.

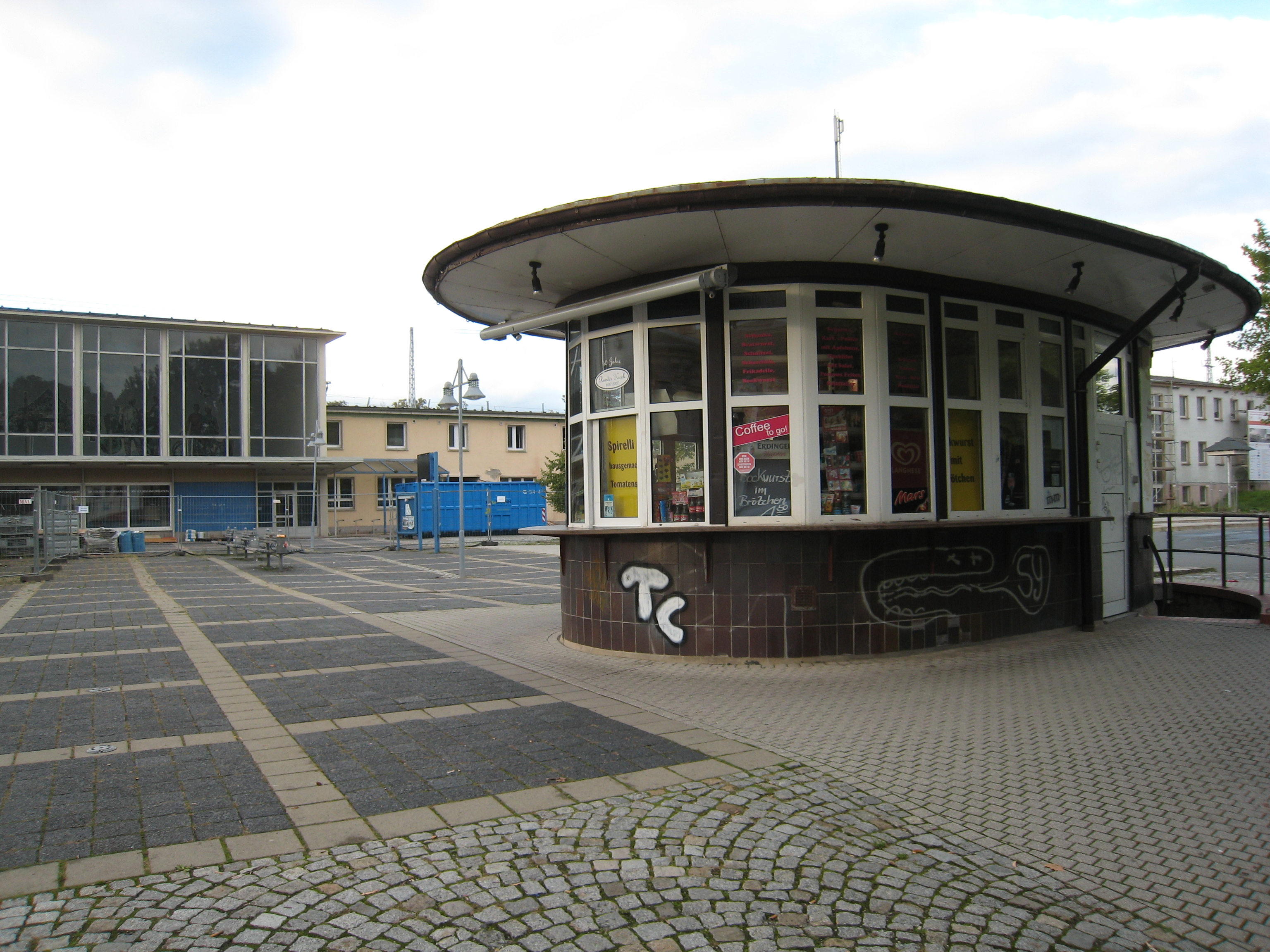
1957 entstandener Rundkiosk (2015)

2009 erwarb die Stadt Sangerhausen den Bahnhof für 405 000 Euro von der Deutschen Bahn AG.
Das Gebäude wurde bis Oktober 2016 revitalisiert. Sechs Millionen Euro waren dafür vorgesehen. Seitdem wird es durch eine Servicestation, Tourismusinformation, WC und durch die Stadtbibliothek genutzt.

### Weitere Anlagen
Zu den Gleisen führten zwei Ladestraßen hin. Zudem gab es eine Güterabfertigung mit sechs parallel verlaufenden Gleisen sowie eine Kopf- und eine Seitenrampe, die jeweils eine Tragfähigkeit von 60 Tonnen hatten. Für Dampflokomotiven standen elf Wasserkräne zur Verfügung, die in der Lage waren, zwei Kubikmeter Wasser in der Minute zu pumpen.

### Reparaturwerkstatt und Waschanlage
Am 2. Juni 2014 war der erste Spatenstich für den Neubau einer Reparaturwerkstatt und einer Waschanlage für die Züge der Abellio. Sie entstand auf dem Gelände des ehemaligen Güterbahnhofes südlich der Streckengleise im östlichen Teil des Bahnhofes. Am 5. Juni 2015 wurden deren Oberleitungen unter Strom gesetzt. Im Dezember 2015 übernahm Abellio den Betrieb auf der Strecke nach Erfurt. Der Standort Sangerhausen wurde aufgrund der guten Lage im Saale-Thüringen-Südharz-Netz gewählt. 2018 erfolgte die Erweiterung um ein weiteres Gleis und eine Radsatzdrehmaschine.

## Bahnbetriebswerk
Das ehemalige Bahnbetriebswerk Sangerhausen befand sich nordwestlich des Bahnhofs. Es gab dafür zwei Lokschuppen mit Drehscheibe. 1899 wurde Lokschuppen 1 errichtet, der eine Drehscheibe mit einem Durchmesser von 20 Metern hatte. Es handelt sich dabei um einen gelben Backsteinbau. Der Lokschuppen 2 entstand 1923. Seine Drehscheibe war mit 23 Metern Durchmesser etwas größer als die des ersten Schuppens.
Bis 1945 gehörte das Werk der Reichsbahndirektion Kassel an. Vom 3. Januar 1947 bis zum 15. Januar 1947 übernahm die RBD Halle es. Seitdem gehörte es zur RBD Erfurt.
In den 1990er Jahren wurde das Bahnbetriebswerk Sangerhausen geschlossen. Die Triebfahrzeuginstandhaltung wurde umorganisiert und auf weniger Standorte zusammengelegt. Die Wartung von Zügen wird heute größtenteils in Magdeburg und Halle (Saale) vorgenommen.
Heute ist das Gebäude ungenutzt. 2011/12 wurde über einen möglichen Verkauf nachgedacht.

## Verkehrsanbindung

### Fernverkehr
Bis 1992 hielten in Sangerhausen Schnellzüge. In den Jahren 1993/94 wurde der Bahnhof von Interregio-Zügen bedient. Diese verkehrten zwischen Frankfurt (Main) und Halle sowie zwischen Konstanz und Dessau.
Ab 2010 verkehrte zwischen Leipzig und Frankfurt (Main) sonntags ein IC-Zugpaar. Dieses war Teil der Linie 50 und wurde als Entlastungszug geführt. Im Dezember 2014 wurde dieser Zug komplett aus dem Fahrplan gestrichen. Somit entfiel auch der Fernverkehrshalt in Sangerhausen. Zwischenzeitlich verkehrten wieder einzelne IC-Züge zwischen Leipzig oder Berlin und Köln über Sangerhausen–Nordhausen–Kassel-Wilhelmshöhe–Soest–Hamm (Westf.), zuletzt im Oktober 2020 ein Zugpaar täglich und weitere Umleiter Freitag und Sonntag.

### Regionalverkehr
| Linie                    | Linienverlauf                                                                                   | Takt (min)    | EVU                            |
| ------------------------ | ----------------------------------------------------------------------------------------------- | ------------- | ------------------------------ |
| RE 8                     | Halle – Lutherstadt Eisleben – Sangerhausen – Berga-Kelbra – Nordhausen – Leinefelde (*)        | 120           | Abellio Rail Mitteldeutschland |
| RE 9                     | Halle – Lutherstadt Eisleben – Sangerhausen – Nordhausen – Eichenberg – Kassel-Wilhelmshöhe (*) | 120           | Abellio Rail Mitteldeutschland |
| RE 10                    | Magdeburg – Schönebeck – Güsten – Sandersleben – Sangerhausen – Artern – Sömmerda – Erfurt (**) | 120           | DB Start                       |
| RB 57                    | Sangerhausen – Berga-Kelbra – Nordhausen – Wolkramshausen – Leinefelde – Heilbad Heiligenstadt  | Einzelne Züge | Abellio Rail Mitteldeutschland |
| RB 59                    | Sangerhausen – Artern – Heldrungen – Sömmerda – Erfurt (**)                                     | 120           | Abellio Rail Mitteldeutschland |
| S 7                      | Sangerhausen – Lutherstadt Eisleben – Röblingen – Teutschenthal – Halle-Südstadt – Halle        | Einzelne Züge | Abellio Rail Mitteldeutschland |
| Stand: 15. Dezember 2024 |                                                                                                 |               |                                |

(*)Die Linien RE 8 und RE 9 überlagern sich zwischen Halle und Leinefelde zu einem Stundentakt.
(**)Die Linien RE 10 und RB 59 überlagern sich zwischen Sangerhausen und Erfurt zu einem Stundentakt.

### Öffentlicher Nahverkehr
Der Busbahnhof wird unter anderem von dem TaktBus des Bahn-Bus-Landesnetz Sachsen-Anhalt, betrieben von der Verkehrsgesellschaft Südharz, auf folgenden Verbindungen bedient:
- Linie 450: Sangerhausen ↔ Tilleda ↔ Roßla ↔ Berga ↔ Stolberg ↔ Breitenstein
- Linie 460: Sangerhausen ↔ Gonna ↔ Grillenberg ↔ Wippra ↔ Königerode ↔ Harzgerode